# قيادة القوات المشتركة
القوات السعودية المشتركة أو رسميًا قيادة القوات المشتركة هي قيادة عسكرية موحدة ومسؤولة بالأصل عن تعزيز الكفاءة والجاهزية القتالية للقوات المسلحة السعودية؛ بناءً على التهديدات الناشئة والبيئة الأمنية على المستوى الإقليمي للمملكة العربية السعودية، ويتم دعمها من قبل فروع الخدمة المسلحة. يقع مقرها الرئيسي في الرياض، وقائد القوات المشتركة هو الفريق الركن فهد السلمان.

## التاريخ
إزاء تشكيل القيادة المشتركة للمملكة العربية السعودية في ظل ظروف فرضتها الحرب، كان طبيعياً أن تمر هذه القيادة العسكرية بمراحل محدَّدة، تؤول إلى اكتمال تشكيلها، وأداء المهام المحددة لها بكفاءة تامة. كانت في الأصل تعرف باسم «قيادة القوات المشتركة ومسرح العمليات» عندما تم تفعيلها في الرياض خلال حرب الخليج الثانية.

## الاختصاص
تتولى إدارة كافة الأنشطة التدريبية والعملياتية للقوات المسلحة، كما يتم التنسيق والتكامل مع كافة عناصر القوى الوطنية، خاصة القوات العسكرية والأمنية الأخرى، والعمل ضمن تحالفات إقليمية ودولية لضمان أمن المملكة العربية السعودية، من حيث تميزها النوعي، وجاهزيتها وقدرتها المتكاملة على مواجهة كل أطياف التهديدات، وبعناصر قتالية يتم اختيارهم بعناية يتمتعون بأعلى قدر من المهنية والاحترافية والجدارة والتدريب والتحفيز اللازم لتنفيذ عمليات نوعية حاسمة، وإدارة القدرات الدفاعية بفاعلية.

## روابط خارجية
- موقع وزارة الدفاع السعودية نسخة محفوظة 18 ديسمبر 2010 على موقع واي باك مشين.